# Kukunoshi
Kukunoshi (japanisch ククノチ; „Baumstamm-Ältester“), auch Kukunoshi-no-kami (久久能智神; „Alter Baummstamm-Gott“) genannt, ist ein fiktives Wesen der japanischen Folklore. Er gehört zur Gruppe der Kami (神; „Naturgeister“) und ist dem Menschen allgemein wohlgesinnt.

## Mythologie
Gemäß den sagenumwobenen Schriftwerken Kojiki und Nihonshoki wurde Kukunoshi als Sohn des Berggottes Ōyamatsumi (大山津見) und der Feldgöttin Kayanohime (カヤノヒメ) geboren. Andere Versionen behaupten, er sei der Sohn von Izanami und Izanagi und der Bruder von Ōyamatsumi, Shimatsuhiko und Watatsumi. Kayanohime sei seine Schwester. Er ist außerdem der Bruder des Gottes der Baumwipfel, Hamori-no-kami (葉守の神). Nach späteren Fassungen ist er hingegen der Sohn des Windgottes Shinatsuhiko (志那都比古神). Alle Nachkommen von Kukunoshi seien ebenfalls Baumgeister und würden ebenfalls „Kukunoshi“ genannt.

## Hintergründe
Das Werk Kojiki (古事記; „Aufzeichnung alter Geschehnisse“) wurde im Jahr 712 unter Kaiserin Gemmei (元明天皇) von dem kaiserlichen Hofgelehrten Ō no Yasumaro verfasst und gilt als das älteste Geschichtsbuch Japans. Es beschreibt die Mythologie und Frühgeschichte Japans vom mystischen Zeitalter der Götter bis zur Zeit der Kaiserin Suiko. Das Werk Nihonshoki (日本書紀; „Chronik Japans in einzelnen Schriften“) wurde 720 unter Kaiserin Genshō (元正天皇) vollendet. Herausgeber war sehr wahrscheinlich ihr Sohn, Prinz Toneri-shinnō (舎人親王).
Kukunoshi sind eine selten erwähnte Gottheit der Wildnis, des Waldes und des Bauens. Noch bis zur Heian-Zeit im 8. Jahrhundert waren die Kukunoshi weithin bekannt. Wenn ein Haus neu gegründet wurde, war es Tradition, zum Kukunoshi zu beten und seine Gnade zu erbitten. Die Zeremonie zu Ehren der Gottheit hieß Jōtō-shiki (上棟式; „Errichtungsfeier“). Ab der Muromachi-Zeit im 14. Jahrhundert aber gerieten die Kukunoshi mehr und mehr in Vergessenheit. Heute gibt es nur wenige ihnen geweihte Shintō-Schreine in Japan. Dazu zählen unter anderem der Kukuchi-Schrein (公智神社; Kukuchi-jinja) in der Präfektur Hyōgo, der Tarumae-yama-Schrein (樽前山神社; Tarumaeyama-jinja) in der Präfektur Hokkaidō und der Shitomi-Schrein (志等美神社; Shitomi-jinja) in der Präfektur Mie.